# Сурмач Сергій Васильович
Сурма́ч Сергі́й Васи́льович — старший прапорщик Збройних сил України.

## Нагороди
За особисту мужність, сумлінне та бездоганне служіння Українському народові, зразкове виконання військового обов'язку відзначений — нагороджений
- орденом За мужність III ступеня (3.11.2015).